# Barra (Scozia)

Bandiera ufficiale dell'isola di Barra

Barra (in gaelico scozzese Barraigh, Eilean Bharraigh) è un'isola dell'arcipelago delle isole Ebridi Esterne (Scozia, Regno Unito).
Barra è la seconda isola più meridionale delle Ebridi Esterne dopo l'adiacente isola di Vatersay, alla quale è collegata tramite una diga. Centro principale dell'isola è Castlebay.
L'aeroporto di Barra, situato vicino a Northbay, usa la spiaggia chiamata An Tràigh Mhòr ("la spiaggia grande") come pista. Gli aerei possono decollare ed atterrare solo con la bassa marea: in pratica gli orari sono variabili; è l'unico aeroporto al mondo ad usare una spiaggia come pista per aerei di linea.